# Paul Hagenmuller
Paul Hagenmuller, (Estrasburgo, 3 de agosto de 1921 — 7 de janeiro de 2017) foi um químico francês. É considerado o pai da química do estado sólido na França. 

## Biografia
Paul Hagenmuller iniciou seus estudos em 1939, na Universidade de Estrasburgo, em Estrasburgo. Em seguida foi para Clermont-Ferrand, durante a ocupação  . 
Participou da Resistência, foi então deportado para Buchenwald e Dora (1943-1945)  . 
Entre 1954 e 1956, ele lecionou no Vietnã (Hanói, em seguida, Saigon).  
Em novembro de 1956, foi nomeado professor na Faculdade de Ciências de Rennes  ,  . 
Em 1960, ele partiu para Bordeaux, onde ele iria realizar o resto de sua carreira e marcar a história da química sólida  . 
Ele morreu em 7 de janeiro de 2017  . 

## Sociedades acadêmicas
- Membro das Academias de Ciências de Göttingen e Berlim, Polônia, Bulgária, Brasil, Rússia e Suécia, membro da Academia Alemã de Ciências Leopoldina, Academia Internacional de Cerâmica, Academia Europaea entre outras.
- Professor Honorário da Academia Chinesa de Ciências .

## Condecorações Honorárias
- Oficial da Legião de Honra
- Cruz de Guerra 1939-1945